# 保喬

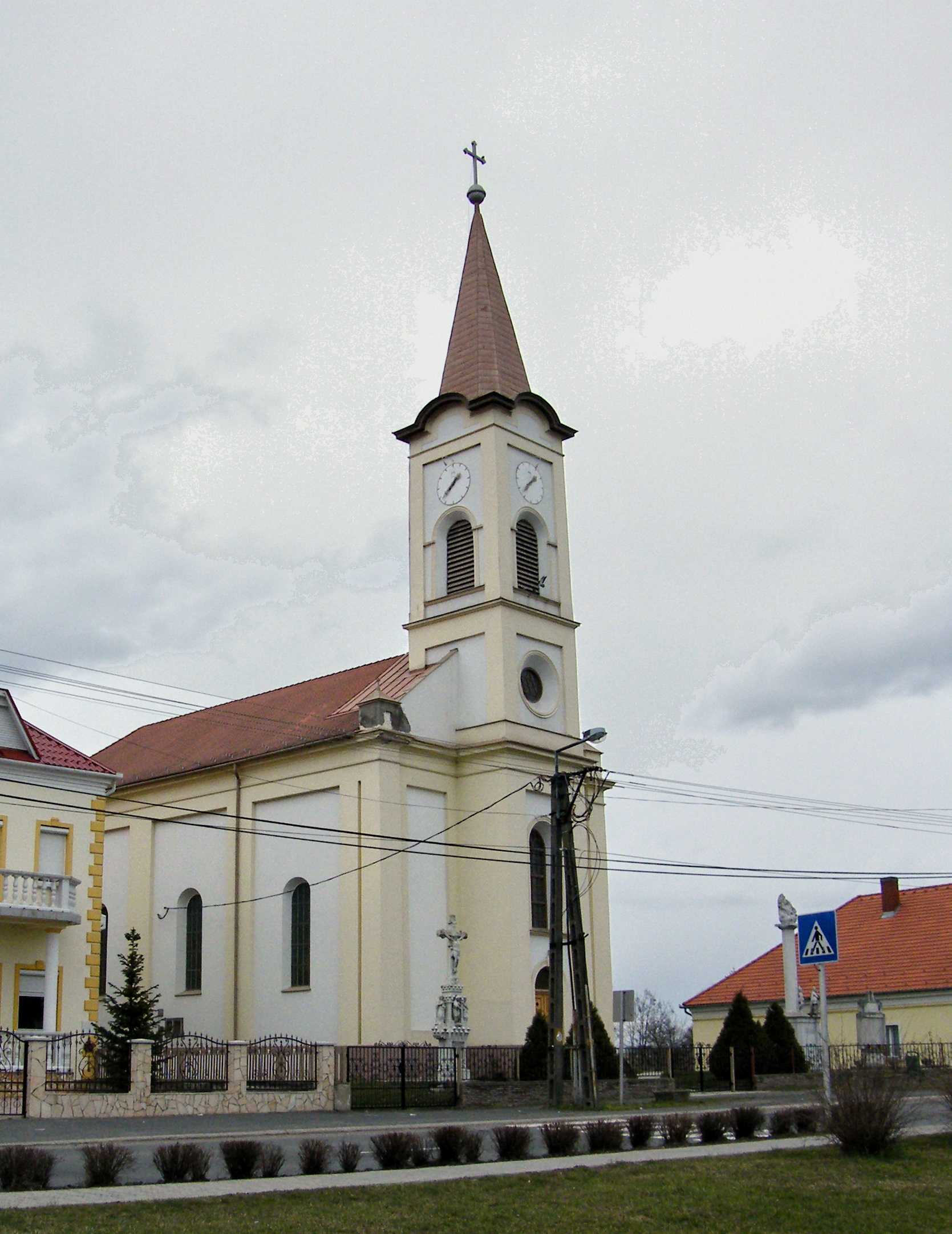

保喬是匈牙利的城鎮，位於該國西部，距離首都布達佩斯190公里，由佐洛州負責管轄，面積22.71平方公里，2011年人口1,793，其中約九成居民信奉天主教。

## 外部連結
- Street map （匈牙利文）